# Quercus aliena
Quercus aliena, conocido como roble de hoja grande o roble blanco oriental, es un árbol caducifolio perteneciente a la familia de las fagáceas. Por lo general mide entre 10 y 15 m de altura, con ejemplares excepcionales que llegan a medir hasta 20 m.  Está clasificada en la Sección Quercus, que son los robles blancos de Europa, Asia y América del Norte. Tienen los estilos cortos; las bellotas maduran en 6 meses y tienen un sabor dulce y ligeramente amargo, el interior de la bellota tiene pelo. Las hojas carecen de una mayoría de cerdas en sus lóbulos, que suelen ser redondeados.

## Descripción
Su copa es extendida, redondeada y su corteza es de color marrón grisáceo.
Las hojas del Quercus aliena son obovadas a oblongas de 10 a 25 cm de longitud y 5 a 10 cm de ancho, de ápice agudo y base acuneada, con bordes sinuosos dentados con 10 o 15 lóbulos a cada lado, de color verde amarillento por el haz y de con un tormento blanco grisáceo o verde azulado por el envés y que en otoño se tornan de color amarillas.
Las flores son amarillas y monoicas, es decir que o son masculinas o femeninas pero ambos sexos pueden encontrarse en la misma planta y son polinizadas por el viento. Generalmente aparecen en primavera, (en el este de Asia entre el mes de abril y mayo), y las bellotas maduran unos 3 meses después, (en Asia entre septiembre y octubre). Estas son ovoides de 2 a 2.5 cm de longitud y crecen individualmente o en grupos de 2 o de 3 con la cúpula que las recubre en un tercio o hasta la mitad.

## Ecología

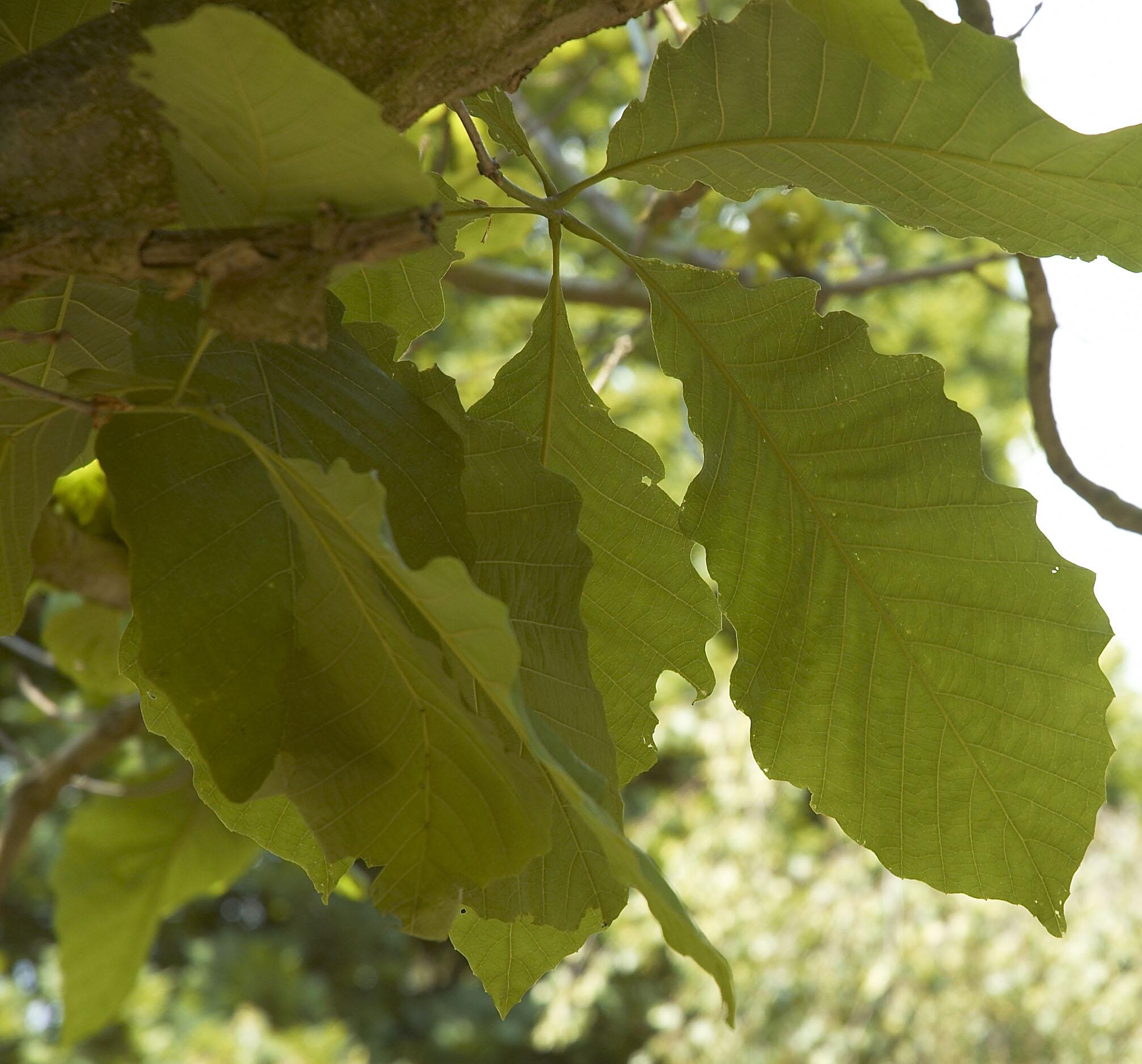
Hojas de Quercus aliena de 10 a 25 cm de longitud.

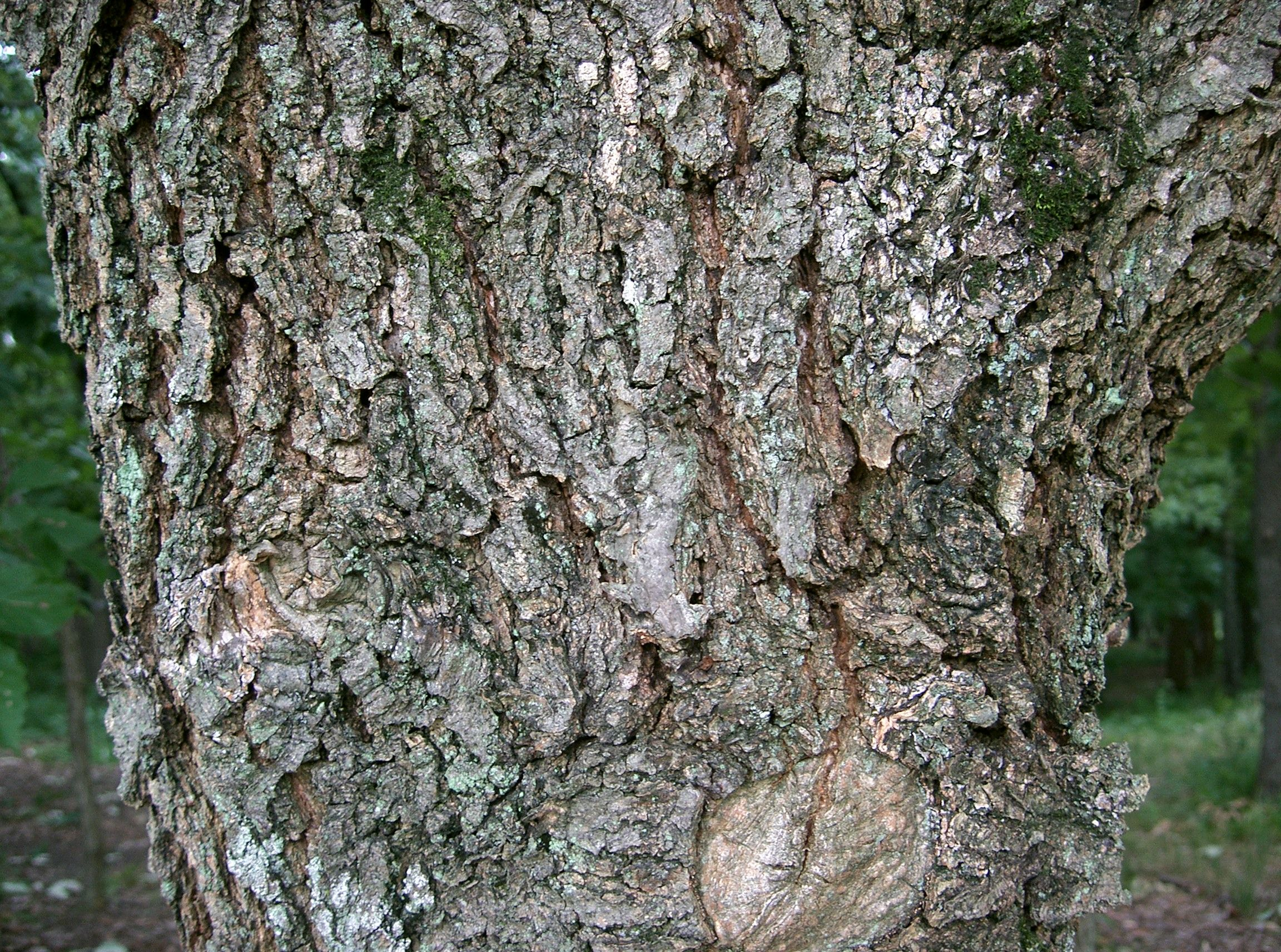
Corteza de un Quercus aliena adulto.

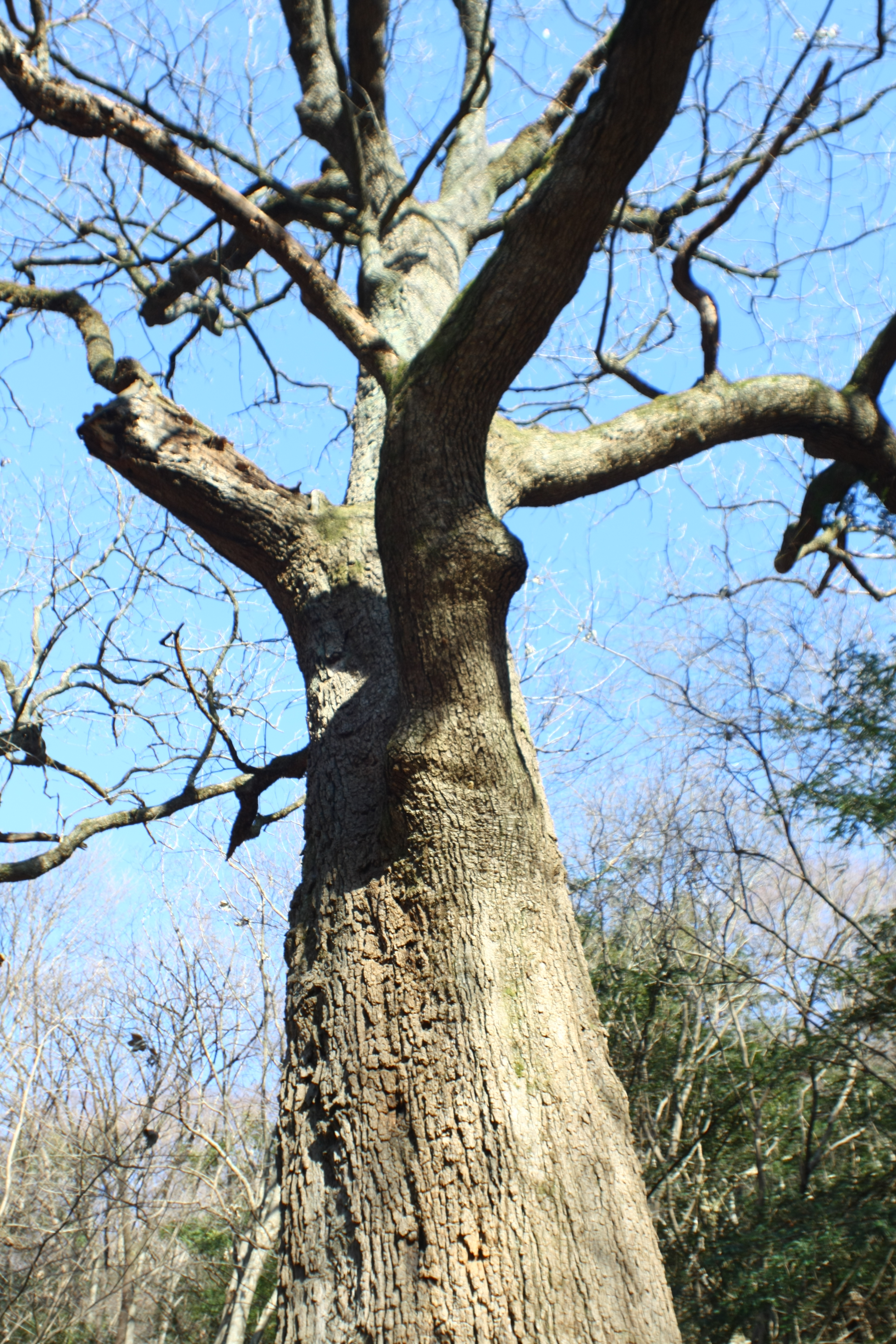
Vista del árbol

Quercus aliena se reproduce naturalmente en el este de Asia, China, Japón y Corea; pero además se introdujo en Europa en 1908. En China por lo general habita	entre los 1000 y 1600 m s. n. m., y en los bosques mixtos mesopotámicos se encuentra entre los 100 y los 2700 m s. n. m. Es un árbol sensible a las heladas, y crece en suelos húmedos medio margosos o pesados o arcillosos, preferentemente ácidos, neutros o básicamente alcalinos. Puede desarrollarse bajo la sombra parcial de los bosques abiertos o mejor aun a pleno sol. Si bien esta planta puede tolerar fuertes vientos, no crece en áreas cercanas a las costas marítimas.
La cobertura de sus hojas repele a las babosas, gusanos, etc., sin embargo el roble de hoja grande es atacado por larvas de distintos insectos produciendo agallas sobre la corteza del árbol, de donde las larvas obtienen los nutrientes provenientes de las excrecencias del árbol.

## Importancia económica y cultural
La madera del roble de hoja grande es de gran valor local y se utiliza principalmente en la construcción de embarcaciones.
Las bellotas, de aproximadamente 25 mm de largo, son secadas y se muelen hasta obtener un polvo que se utiliza mezclado con otros cereales para hacer pan. Además las bellotas del roble de hoja grande contienen taninos amargos y tostada son utilizadas como un sustituto del café.

## Cultivo
Debido a que sus semillas se secan pierden rápidamente su poder de germinación y solo se pueden guardar durante el invierno en lugares húmedos y fríos; pero es mejor sembrarlas tan pronto como caen al suelo en almácigos al aire libre, aunque deben ser protegida de los ratones, ardillas y otros animales que buscan este preciado alimento. También pueden ser sembradas pequeñas cantidades de semillas en macetas profundas, siempre en ambientes fríos pero debido a que Quercus aliena produce una raíz muy profunda debe ser trasplantado en sus posición definitiva tan pronto como sea posible. De hecho, los mejores robles de hoja grande provienen de las semillas sembradas directamente en el terreno. Así mismo estos robles no deben permanecer en los viveros por más de 2 temporadas, de lo contrario su desplazamiento o trasplante no sería apropiado.

## Taxonomía
Quercus aliena fue descrita por  Carl Ludwig Blume    y publicado en Museum Botanicum 1(19): 298. 1850.
Etimología
Quercus: nombre genérico del latín que designaba igualmente al roble y a la encina.
aliena: epíteto latino que significa "no relacionada".
Variedades
- Quercus aliena var. acutiserrata Maxim.
- Quercus aliena var. alticupuliformis H.Wei Jen & L.M.Wang
- Quercus aliena var. pellucida Blume

Sinonimia
- Quercus acutidentata (Maxim. ex Wenz.) Koidz.
- Quercus hirsutula Blume
- Quercus holosericea Blume
- Quercus nara A.DC.[6][7]